# 第一銀行 (日本)
第一銀行（日语：株式会社 第一銀行，だいいちぎんこう）是日本過去存在的一家銀行。其金融機關號碼是0001（後由第一勸業銀行，現由瑞穗銀行繼承）。第一銀行的前身第一國立銀行創建於1873年（明治6年），創業者是澀澤榮一，也是日本最古老的銀行。1943年，第一銀行和三井銀行合併為帝國銀行。1948年，兩行再次分裂。1971年，第一銀行和日本勸業銀行合併為第一勸業銀行。第一銀行也是日本第一家股份公司。並且在東京證券交易所創建時就已經上市。